# Апсейл
Апсейл (від англ. upsale, upselling — підвищення продажів) в торгівлі — техніка, що застосовується продавцями, що складається в наділенні товару або послуги, що продається, тими чи іншими додатковими характеристиками, які надають їм додаткову цінність і схиляють клієнта до покупки саме такого, вдосконаленого товару або послуги.
Варіанти апсейла — продаж більшої кількості продуктів (наприклад, при проведенні акцій «при покупці двох товарів — третій безкоштовно»), збільшення обсягу або терміну надання послуги, продаж додаткових опцій, упаковки більшого обсягу.
Також техніка застосовується для стимулювання придбання супутніх або додаткових товарів (аксесуарів) або послуг, які клієнт спочатку купувати зовсім не збирався. Ще одним варіантом техніки є пропозиція покупцеві, які придивляються до певного продукту або який має намір придбати певний набір послуг, дорожчий аналог або версію, або дорожчі послуги. Як правило, 10-40% клієнтів реагують на пропозицію та дійсно купують варіант дорожче.
Основна мета апсейла — збільшити суму покупки й оборот. Відзначається як одна з найпростіших і в той же час ефективних технік збільшення продажів.